# Jan Gudmand-Høyer
Jan Gudmand-Hoyer (Copenhague, 6 de febrero de 1936-Farum, 6 de marzo de 2017) fue un arquitecto danés educado en la Academia de Artes de Copenhague y la Universidad de Harvard, EE. UU.  
Conocido como el creador de comunidad de covivienda. Ha sido responsable de la construcción de más de 50 comunidades tanto en Dinamarca como en los Estados Unidos. La primera que se fue planeado fue Skåplanet en Dinamarca, acabada la construcción en 1973. 
Jan Gudmand-Hoyer se ocupó de temas más allá de lo común en arquitectura, especialmente los tipos alternativos de vivienda. Principalmente comunidad de covivienda  que desarrolló desde la década de 1960, tanto escribiendo literatura sobre el tema, en su enseñanza como profesor y no menos importante en su práctica arquitectónica. Jan Gudmand-Hoyer ha prestado gran atención a la participación de los residentes de las comunidades en la fase del diseño. Como resultado, las viviendas se ha convertido en una alternativa a los tipos de vivienda tradicionales. Ha generado interés en grandes partes del mundo, donde Jan Gudmand-Høyer ha sido consultor en las construcciones de comunidades. 
En 1970 hizo una exposición en la galería de Charlottenborg en Dinamarca.  Una estrategia para una comunidad de cuatro generaciones, y esto fue realizado tanto en Østerhøj como en Egebjerg por el municipio de Ballerup, norte de Copenhague. Ha inspirado nuevas formaciones urbanas que incluyen en Australia, Estados Unidos y Canadá. 
Estudiante de la escuela  Metropolitanskolen 1955; Academia de Artes de Copenhague, Arquitectura. 1955-1960; Universidad de Harvard, EE. UU. 1960-61. 
La comunidad de Skråplanet (1963-1973); la cabaña, Ordrup Næs (1964); Las casas:  Z-husene, Ishøj (1970);. Centro de clima y medio ambiente, Kokkedal (1973); la comunidad de Trudeslund, Birkerød (1976-78); La comunidad de Æblevangen, Smørum ( 1976-78,  Oficina del Centro de la Ciudad del Arca); La comunidad Jernstøberiet Archivado el 31 de enero de 2020 en Wayback Machine., Himmelev en Roskilde, Furesøbad (1979-80,  Jes Edvars). Junto con arquitecta Angels Colom ; Plan local de las ciudades de exhibición de Egebjerg y Østerhøj, Ballerup, (1985-1990); Baldersbo y segunda etapa de Østerhøj (1988-91); Egebjerggård II y III;La casa commun: Vingehuset, (1989, con artista. Niels Guttormsen); La Iglesia de Kirke-Værløse Iglesia, Kirke-Værløse (1992); renovación de la calle Westend en Copenhague. El museo de Robert Jacobsen(1963); El centro comercial de Værløse (1963-66); Brovst (1967); Comunidad intentional en Farum, vivienda colectiva con instalaciones comunitarias y espacio cubierto en la calle (1968-69); expansión de la universidad de Roskilde, etapa 5 (1970-73); Roskilde Østby (1974). Junto con la arquitecta Angels Colom: Cementerio y Capilla en Igualada, Cataluña (1981); pueblo de vacaciones en Barbados (1981-83). Obras de literatura: El arquitecto y la conciencia (publicado en Information 26.6.1968); El eslabón perdido entre la utopía y la casa de una familia obsoleta (12 de noviembre de 1971); La ciudad como mecanismo de contacto (Ark. 1970, 642-45); Nørrebro Imorgen, una alternativa (1972, 48-50); Construcción guiada por los residentes (1977, 468-71); Herfra hvor vi står, 1986; Además, el art. en investigación publicaciones sobre comunidades de vivienda intencional.